# دایانا بریمور
دایانا بریمور (انگلیسی: Diana Barrymore؛ ۳ مارس ۱۹۲۱ – ۲۵ ژانویهٔ ۱۹۶۰) یک هنرپیشه اهل ایالات متحده آمریکا بود.